# NASA Astronaut Group 19

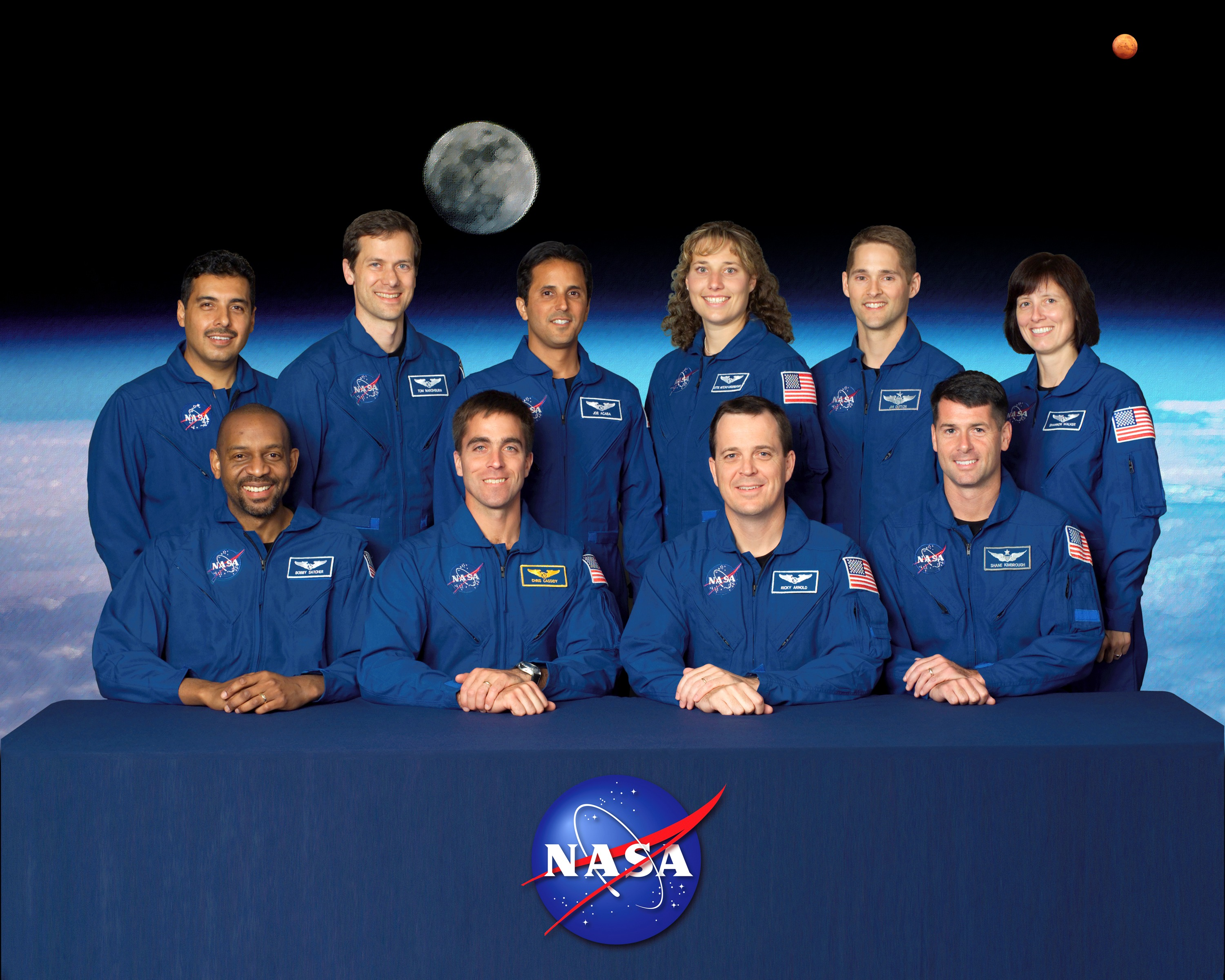
Seduti, da sinistra: Robert L. Satcher Jr., Christopher J. Cassidy, Richard R. Arnold e Robert S.Kimbrough.
In piedi, da sinistra: Jose Hernandez, Thomas Marshburn, Joseph M. Acaba, Dorothy M. Metcalf-Lindenburger, James P. Dutton Jr. e Shannon Walker.
Non presente nella foto Randolph J. Bresnik

Il NASA Astronaut Group 19 (The Peacocks). Il gruppo è costituito da due piloti, sei specialisti di missione e tre specialisti di missione educatori. Questi 11 astronauti hanno iniziato l'addestramento nel 2004.

## Elenco degli astronauti

### Piloti
- Randolph Bresnik [1]

STS-129, Specialista di missione
Sojuz MS-05
Expedition 52/53, Ingegnere di volo
- James Dutton [2](Rit.)

STS-131, Pilota

### Specialisti di Missione
- Christopher Cassidy [3] (Rit.)

STS-127, Specialista di missione
Sojuz TMA-08M
Expedition 35/36, Ingegnere di volo
Sojuz MS-16
Expedition 63, Ingegnere di volo
- José Hernández [4] (Rit.)

STS-128, Specialista di missione
- Robert Kimbrough [5] (Rit.)

STS-126, Specialista di missione
Sojuz MS-02
Expedition 49/50, Ingegnere di volo
SpaceX Crew-2, Comandante
Expedition 65/66, Ingegnere di volo
- Thomas Marshburn [6] (Rit.)

STS-127, Specialista di missione
Sojuz TMA-07M
Expedition 34/35, Ingegnere di volo
SpaceX Crew-3, Pilota
Expedition 66/67, Ingegnere di volo e Comandante
- Robert Satcher [7] (Rit.)

STS-129, Specialista di missione
- Shannon Walker [8]

Sojuz TMA-19
Expedition 24/25, Ingegnere di volo
SpaceX Crew-1, Specialista di missone
Expedition 64/65, Ingegnere di volo e Comandante

### Specialisti di Missione Educatori
- Joseph Acaba [9]

STS-119, Specialista di missione
Sojuz TMA-04M
Expedition 31/32, Ingegnere di volo
Sojuz MS-06
Expedition 53/54, Ingegnere di volo
- Richard Arnold [10]

STS-119, Specialista di missione
Sojuz MS-08
Expedition 55/56, Ingegnere di volo
- Dorothy Metcalf-Lindenburger [11] (Rit.)

STS-131, Specialista di missione